# 鄭氏玉⿰木竹

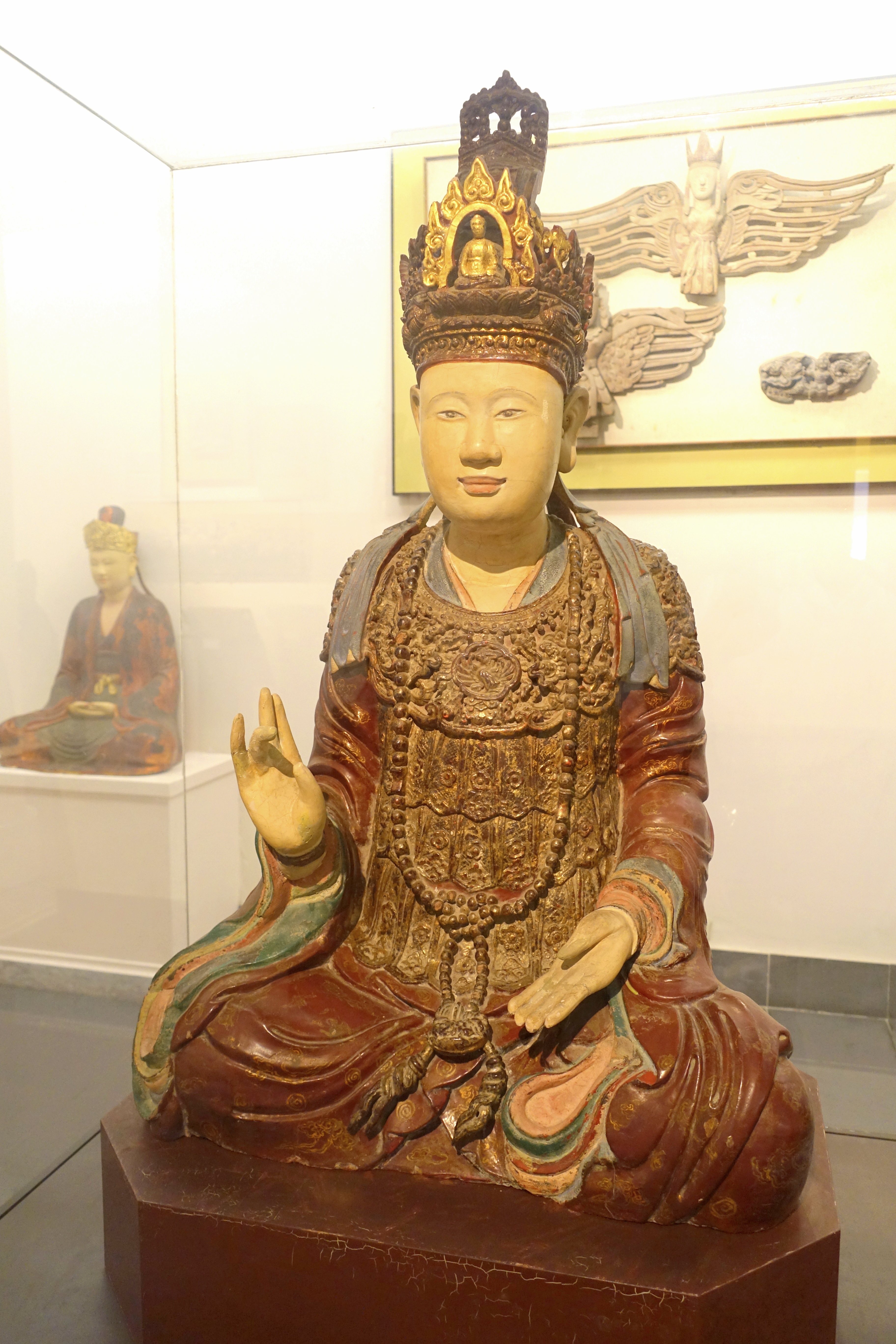
鄭氏玉

鄭氏玉（越南语：／，1595年—1660年），又作鄭氏玉竹，《欽定越史通鑑綱目》作鄭氏玉桁，越南後黎朝皇后。

## 生平
鄭氏玉是郑主鄭梉之女，其生母是阮氏玉秀。玉自由聰明好學，通曉歷史、擅長詩歌，能夠讀寫漢字和喃字，且對佛學也頗有研究。
她最初嫁給了彊郡公黎柱，為黎柱生下了四個兒子。後來黎柱因為謀逆被下獄問罪，鄭梉強迫她和黎柱離婚，並將她送入後宮之中。德隆二年（1630年）夏五月，她被黎神宗冊立為皇后。大臣阮實、阮名世多次勸阻，但黎神宗不聽。
鄭氏玉與黎神宗之間沒有誕下子嗣。福泰元年（1643年），黎神宗禪位給黎真宗以後，真宗尊神宗為太上皇，尊玉為皇太后。神宗禪位後，玉進入京北的寧福寺出家為尼，法號妙垣。永壽三年（1660年），郑氏在寺內圓寂。